# Jean-Gérard Paumier
Jean-Gérard Paumier, né le 26 juillet 1952 à Seigy, est un homme politique français, membre des Républicains (LR).
Il est élu sénateur le 24 septembre 2023.

## Biographie
Jean-Gérard Paumier est élu sénateur le 24 septembre 2023.